# 藤原景綱
藤原 景綱（ふじわら の かげつな）は、平安時代末期の伊勢国度会郡古市荘（現三重県）を本拠とした武将。藤原基信の子。伊藤景綱とも。平忠盛・清盛に仕えた有力家人。古市の伊藤武者と称される。

## 概略
藤原秀郷の流れを汲む祖父の藤原基景が11世紀頃に伊勢守に任官して以降、伊勢国に土着して伊藤を号した。父の基信は員弁郡久米郷の志知村を本拠とし、平正盛の家人となって左衛門尉に任官している。
保元の乱・平治の乱では子息らを率いて清盛軍の先陣を勤め、戦功を挙げて従五位下・伊勢守に任じられた。『保元物語』には景綱が伊勢鈴鹿山で山賊を絡め取って副将軍の宣旨を受けたとする武勇が記されている。景綱の子や孫らは平家有力家人として多くの合戦で活躍している。

## 関連作品
テレビドラマ
- 『新・平家物語』（1972年、NHK大河ドラマ 演：石森武雄）